# 勒昂費

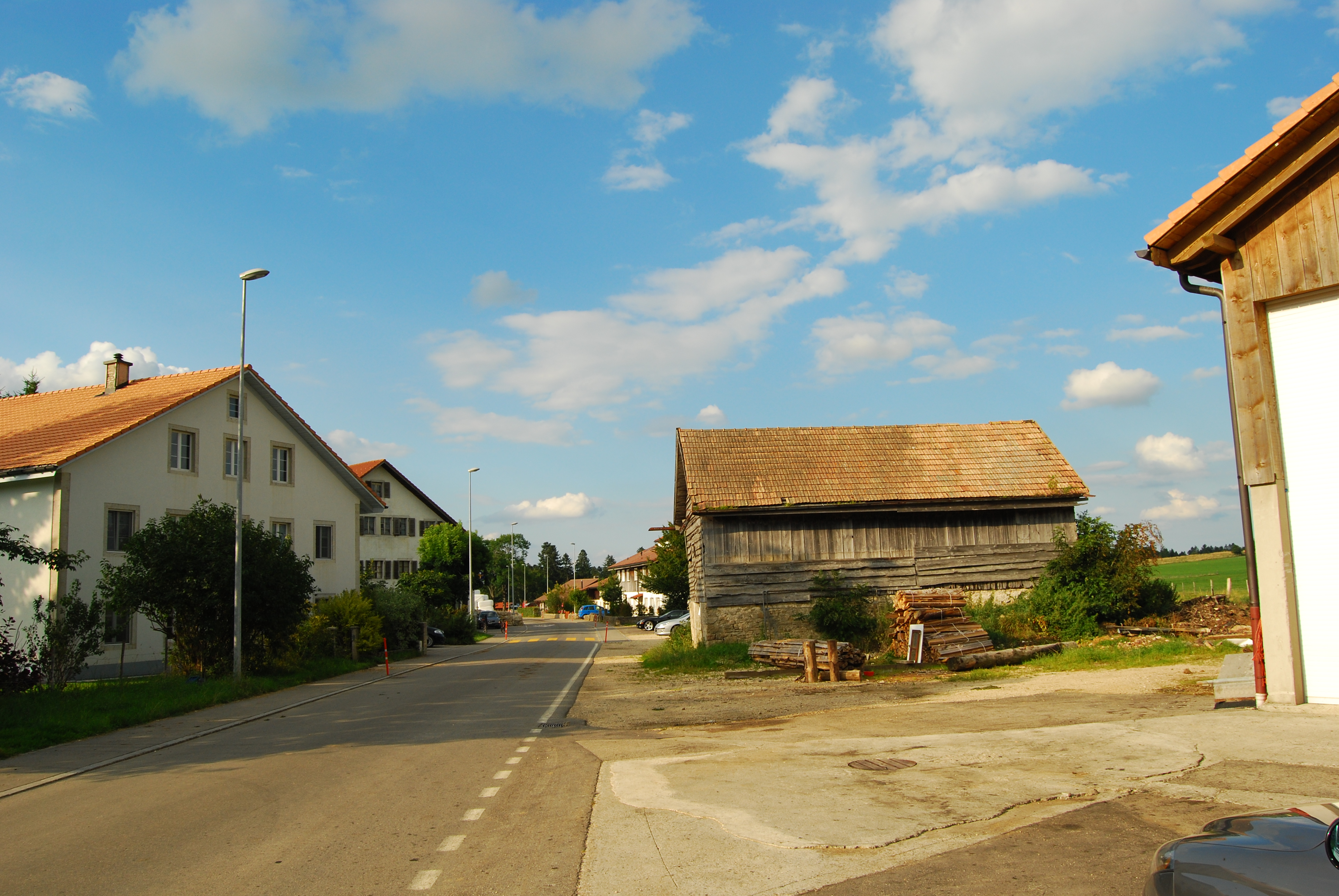

勒昂費是瑞士的城鎮，位於該國西北部，由汝拉州負責管轄，面積7.14平方公里，海拔高度955米，2011年人口160，七成人口信奉羅馬天主教，人口密度每平方公里22人。